# Nobuhiro Watsuki
Nobuhiro Watsuki (jap. 和月 伸宏 Watsuki Nobuhiro; ur. 26 maja 1970 w Tokio) – japoński mangaka, najbardziej znany ze swojej samurajskiej serii Kenshin. Pracował jako asystent swojego ulubionego autora, Takeshiego Obaty, jest również konsultantem dystrybutorów komiksów Marvel Comics, którzy asygnują takie tytuły jak X-Men czy Spider-Man.